# Liste von Persönlichkeiten aus Gentilino
Diese Liste enthält in Gentilino im Kanton Tessin geborene Persönlichkeiten und solche, die in Gentilino ihren Wirkungskreis hatten, ohne dort geboren zu sein. Die Liste erhebt keinen Anspruch auf Vollständigkeit.

## Persönlichkeiten
(Sortierung nach Geburtsjahr)
- Andrea de Gentilino (* um 1430 in Gentilino; † nach 1490 ebenda), Maler, Freskant in Mailand, Claino und Verna[1]
- Pietro de Gentilino (* um 1430 in Gentilino; † nach 1490 ebenda), Maler, Freskant in Mailand, Claino und Verna[2]

- Familie Poncini. 
  - Tommaso Poncini/o (* um 1590 in Viglio bei Gentilino; † 26. April 1659 in Warschau), Architekt[3][4]
  - Andrea Poncino (* um 1600 in Viglio; † nach 1650 in Warschau ?), Baumeister[5]

- Künstlerfamilie Fè. [6]

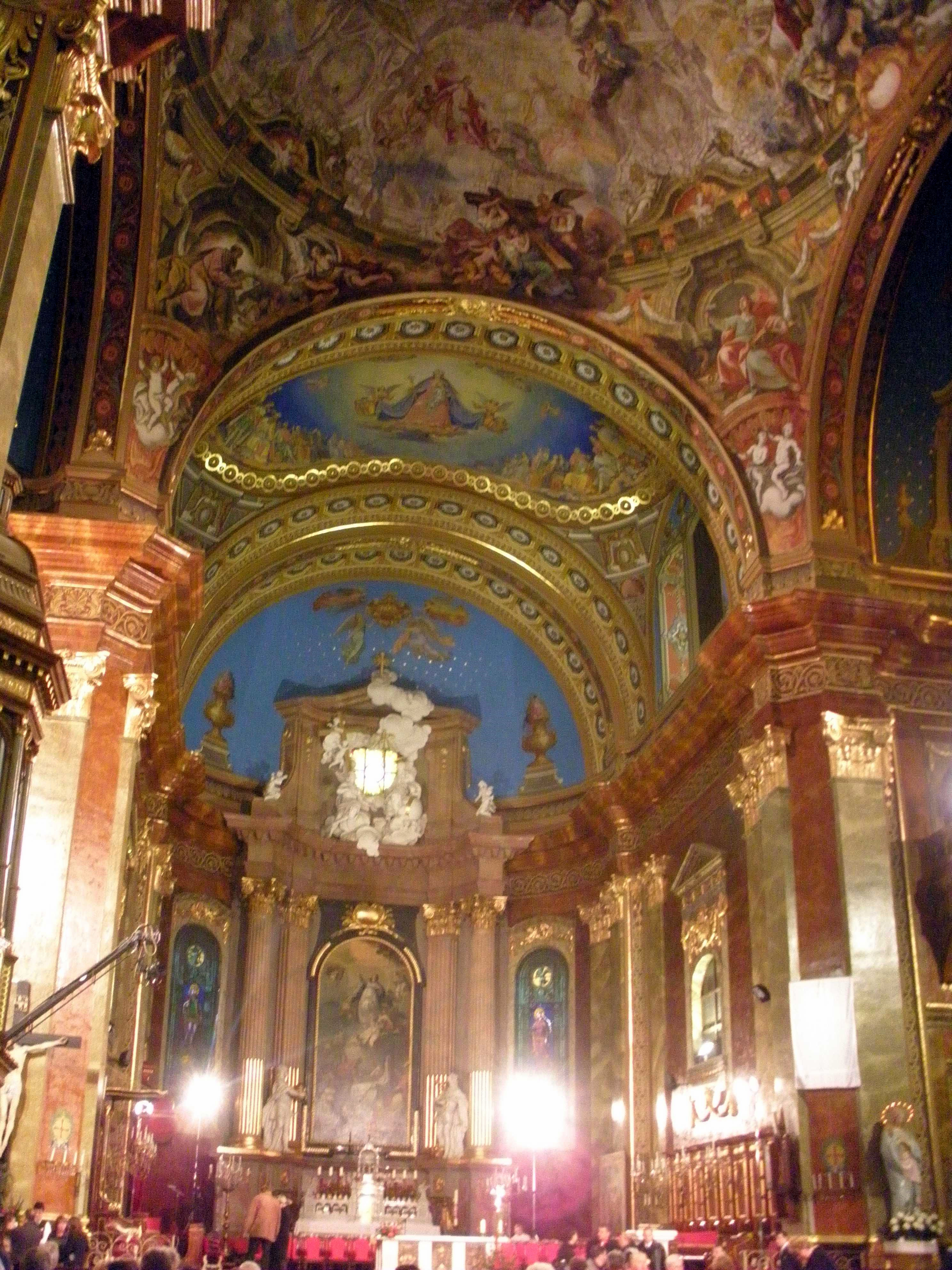
Giacomo Berra: Stuckarbeiten im Chor der Kathedrale St. Mariä Himmelfahrt, Oradea, 1777.

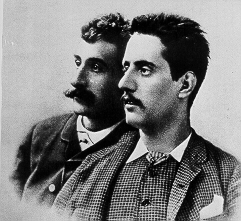
Ferdinando Fontana (links) und Giacomo Puccini, um 1885

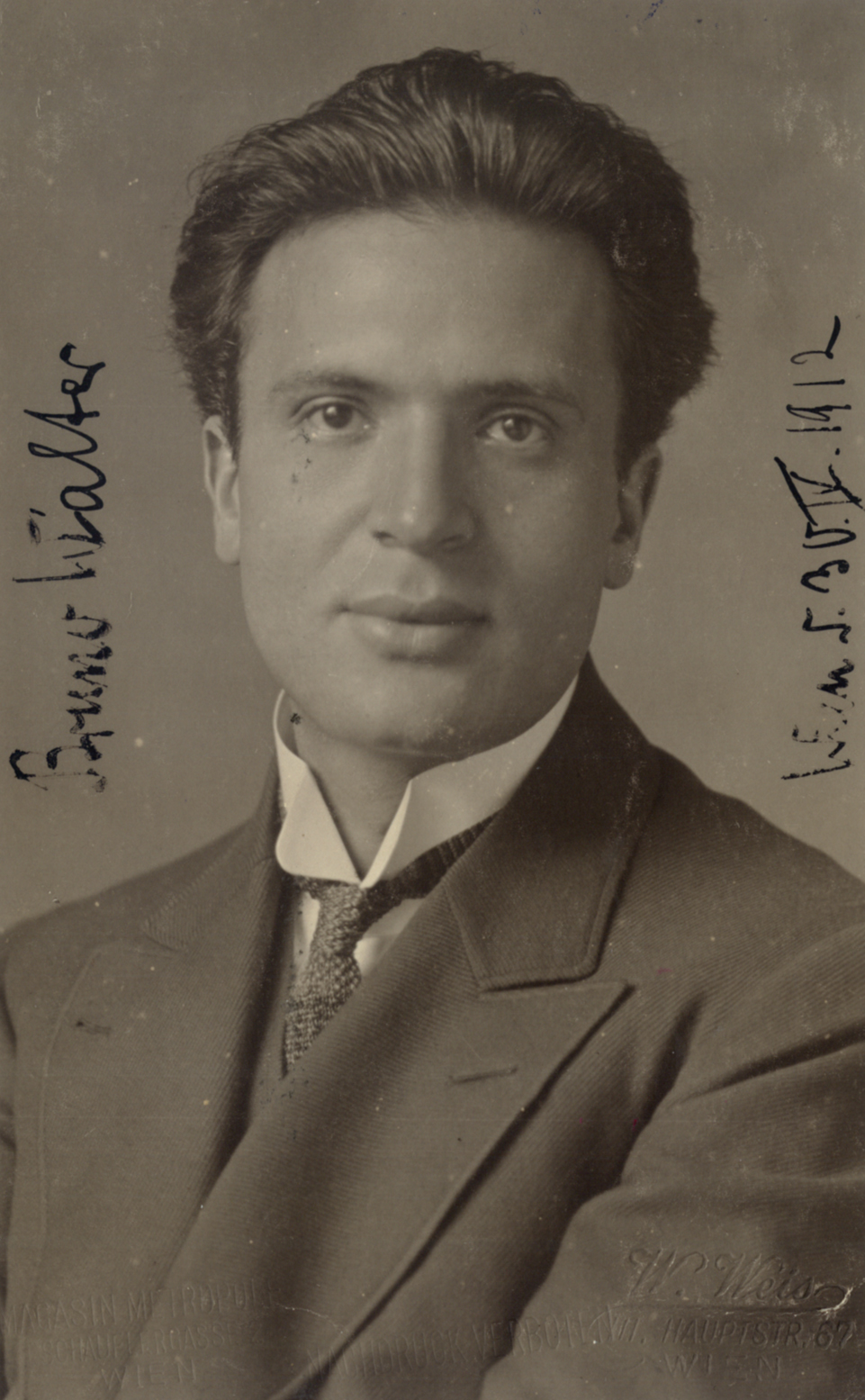
Bruno Walter, Wien 1912

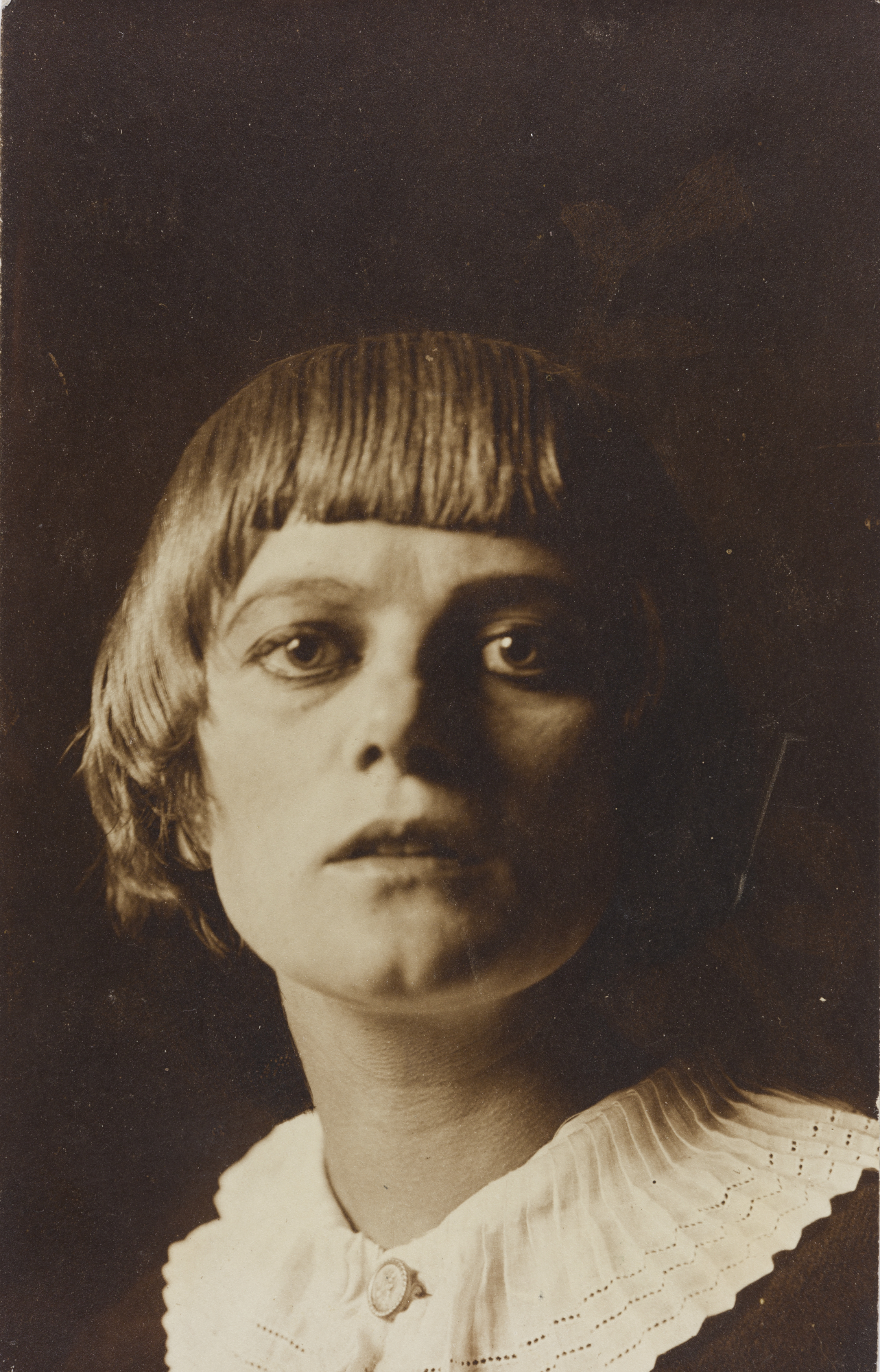
Emmy Hennings, ca. 1906–1910

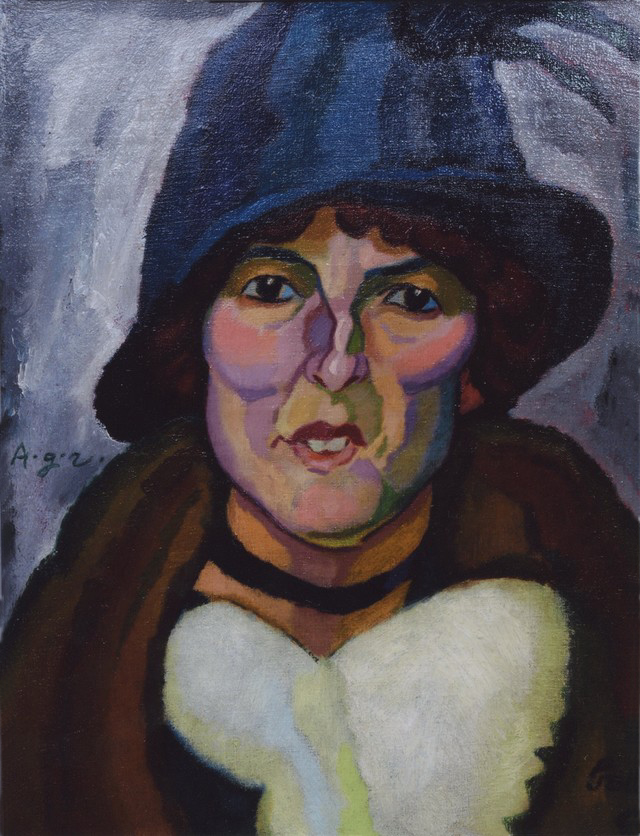
Hanns Bolz: Porträt Emmy Hennings, 1911

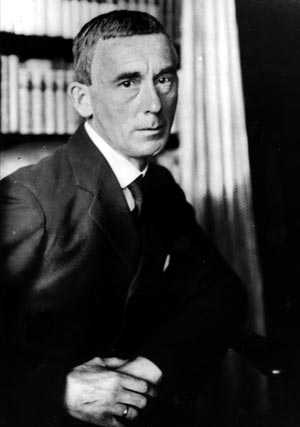
Hugo Ball, 1916

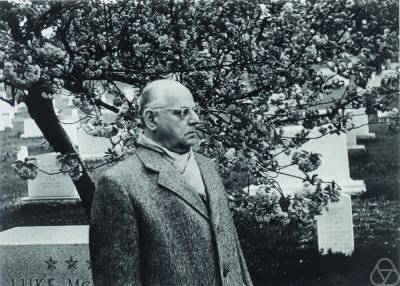
Alexander Ostrowski (1964)

  - Giambattista Fè (* 1700 in Viglio; † 13. Juni 1755 in Varese), Franziskanerpriester, Lektor der Theologie in der Franziskaner Provinz von Mailand; Verfasser von Itinera omnia Christi, Frutti dell’albero della vita; bekannter Ersteller von Sonnenuhren, Guardian des Klosters Santa Maria degli Angeli in Lugano[7][6][8]
  - Carlo Fè (* um 1710 in Viglio; † nach 1741 ebenda ?), Stuckateur, Schüler des Gian Rodolfo Furlani aus Montagnola; arbeitete in der Toskana. 1730–1732 Stuckaturen in der Kirche Sant’Abbondio und in der Villa Argentina in Gentilino[6]
  - Gaetano Fè (* um 1720 in Viglio; † 1792 in Varese), Doktor der Theologie, Propst von Varese[9][6]
  - Alberto Fè (* um 1735 in Viglio; † 1807 ebenda), Bruder des Giuseppe, Wasserbauingenieur und Architekt tätig an der Kirche San Francesco Grande, restaurierte die Kuppel der Kirche Sant’Ambrogio in Mailand[10][6][11]
  - Giuseppe Fè (* 1741 in Mailand; † 1807 ebenda), aus Gentilino, Ingenieur und Architekt, er half seinem Vater bei der Erstellung der Schutzwehren der Festung von Pizzighettone und führte mit seinem Bruder Alberto verschiedene wichtige Bauten in der Lombardei aus, er schuf am Paderno d’Adda-Kanal, am Teatro alla Scala in Mailand und am Teatro della Canobbiana[12][6]
  - Bernardino Fè (* um 1745 in Viglio; † nach 1800 ebenda), Militär, er war Hauptmann in Dienste Spanien[13]

- Familie Berra. [14]
  - Giacomo Berra (* um 1715 in Certenago (Fraktion von Gentilino); † nach 1777 ebenda ?), Stuckateur. 1743 schloss er mit den Architekten Giovanni Battista Ricca aus Pambio und Carlo Poncini aus Agra einen 8-jährigen Vertrag für Arbeiten in Ungarn. Giacomo Berra war in mehreren ungarischen Städten tätig, zuerst in Heves, im Nordosten des Landes, wo er 1744 die Pfarrkirche dekorierte; Anschließend arbeitete er in Eger, Budapest und Nagyvarad, heute Oradea[15]
  - Abbondio Berra (* 7. Mai 1810 in Certenago; † 18. November 1882 ebenda), Maler in Verscio, Palagnedra und Gentilino[16]
  - Davide Berra	(* 1811 in Certenago; † 1898 ebenda), Vater von Costantino, Polier im Dienste der Grossfürstin Maria Nikolajewna Romanowa. Zusammen mit seinem Bruder Giacomo baute er unter Leitung des Architekten Andrei Stackenschneider 1842–1846 den Zarizyn-Pavillon und den Olga-Pavillon auf zwei Inseln in der Schlossanlage Peterhof bei St. Petersburg[15]
  - Giacomo Berra (* 1811 in Certenago; † 1898 ebenda), Polier im Dienste der Grossfürstin Maria Nikolajewna Romanowa. Zusammen mit seinem Bruder Davide baute er unter Leitung des Architekten Andrei Stackenschneider 1842–1846 den Zarizyn-Pavillon und den Olga-Pavillon auf zwei Inseln in der Schlossanlage Peterhof bei St. Petersburg[15]
  - Costantino Berra (* 1847 in Peterhof; † 1915 in Mailand), Sohn des Architekten Davide Berra, Architekt und Ingenieur, von ihm stammt unter ändern Bauten der monumentale Bahnhof von Kasan; oft im Winter wohnte er in Certenago[14]
  - Cesare Berra (* 4. Februar 1850 in St. Petersburg; † 17. Februar 1898 in Freiburg im Üechtland), Bruder des Costantino, Bildhauer, Gründer und Direktor der ersten regelmässigen Zeichen- und Plastikschule von Lugano, er wurde 1897 als Direktor an die Bildhauerabteilung der Kunst und Gewerbeschule Freiburg berufen. Von ihm stammen das Denkmal von Mgr. Lachat in der Chiesa degli Angeli in Lugano, die Statuen der Heiligen Sebastian und Johannes in der Pinakothek der Accademia di Belle Arti di Brera. Oft wohnte er in Certenago[15][17][18][19]

- Familie Cadisopra/Casasopra. 
  - Ludovico Cadisopra (* um 1530 in Gentilino; † nach 1582 ebenda), Holzschnitzler an der Pfarrkirche von Sonvico[20]
  - Giovanni Battista Casasopra (* 18. September 1720 in Gentilino; † 1772 ebenda), Architekt[21][22]
  - Paolo Casasopra (* um 1745 in Gentilino; † nach 1792 ebenda ?), Stuckateur im Tyszkiewicz-Palast in Warschau zusammen mit Giuseppe Amadio aus Lugano[23]

- Familie Somazzi. [24]
- Angelo Somazzi (1803–1892), Ingenieur, Politiker, Journalist und Verfasser.
- Ernesto Somazzi (* 1843 in Gentilino; † 1917 ebenda), Sohn des Angelo, Ingenieur, er kämpfte 1876 als Chef eines Freiwilligenkorps in Bosnien gegen die Türken, arbeitete dann an den Eisenbahnen in Serbien und in der Türkei; Tessiner Grossrat[25]

- Giuseppe Bottani (* um 1820–1889), Chirurg, Professor der Physiologie an der Universität Pavia[26]
- Ferdinando Fontana (1850–1919), Dichter und Komödiant
- Rocco Gaggini (* 16. August 1852 in Gentilino; † 20. Mai 1930 in Lugano), Ingenieur tätig in Athen, La Spezia, Engelberg und Lugano[27]
- Gerolamo Battista Gargantini (* 5. November 1861 in Gentilino (heute Gemeinde Collina d’Oro); † 4. Mai 1937 in Lugano), Unternehmer, liess er in Lugano am Seeufer die Palazzi Gargantini errichten[28]
- Luigi Simona (1874–1968), Theologe, Kulturhistoriker und Autor
- Gaetano Donini (* 1. August 1874 in Gentilino; † 27. April 1926 ebenda), Politiker, Grossrat, Staatsrat, Nationalrat, Redaktor[29]
- Bruno Walter (1876–1962), Dirigent, Pianist und Komponist
- Emmy Hennings (1885–1948), Dadaisti
- Hugo Ball (1886–1927), Schriftsteller, Dadaist
- Fritz Huf (1888–1970), Bildhauer, Maler, Zeichner
- Cesare Lepori (* 10. Februar 1893 in Massagno; † 2. Dezember 1944), Priester, Restaurator, Pfarrer von Sant’Abbondio[30]
- Alexander Ostrowski (1893–1986), Mathematiker
- Bruno Balmelli (* 15. November 1909 in Gentilino; † 21. Mai 2001 in Territet), Unternehmer, Mitglied der Exekutive von Renens[31]
- Edmondo Dobrzanski (1914–1997), Kunstmaler, Zeichner und Graphiker
- Sergio Emery (* 4. März 1928 in Chiasso; † 5. Juli 2003 in Gentilino), aus Chardonne VD, Kunstmaler, Zeichner, Stecher, Lytograf, Mosaikarbeiter[32][33][34][35]
- Arnaldo Bolla (* 1942 in Bellinzona; † 5. Januar 2020 in Lugano), Anwalt und Notar, ehemalige Präsident der Federazione svizzera degli avvocati, wohnte in Gentilino[36]
- Dario Calloni (* 7. Juli 1928 in Pazzallo; † 17. Februar 2007 in Gentilino), Dozent, Schulinspektor, ehemaliger Mitglied der Fondazione Filippo Ciani, Gesammtdirektor der Gemeindeschulen von Lugano, Autor: Silvio Calloni. Un naturalista dell’Ottocento. Editore Armando Dadò, Locarno 1993
- Claudio Generali (* 17. Januar 1943 in Lugano; † 19. Mai 2017 in Gentilino), Oekonom, Politiker, Tessiner Staatsrat[37]
- John Noseda (1948–2022), Anwalt, Politiker (SP), Tessiner Grossrat (1979–1995) ehemaliger Generalstaatsanwalt des Kantons Tessin (2010), er wohnte in Gentilino